# اسپیتال، پمبروکشر
اسپیتال (به انگلیسی: Spittal) یک منطقهٔ مسکونی در بریتانیا است که در پمبروکشر واقع شده‌است.